# Aller Holding A/S
Aller A/S (tidligere Aller Holding A/S) blev stiftet i 1873 under navnet Carl Allers Etablissement A/S i København af Carl Julius Aller og hustru Laura. I 1874 begyndte man udgivelsen af Nordisk Mønster Tidende (blev senere til femina) og i 1877 kom det første nummer af Illustreret Familie Journal. Aller Holding A/S begyndte allerede tidligt at udgive blade både i Norge og Sverige. Aller Media AB (tidligere Allers Förlag AB) blev grundlagt i 1894 fulgt af Aller Media AS (tidligere Norsk Aller AS) i 1897. 
I 1992 påbegyndtes virksomhed i Finland med stiftelsen af Aller Media OY (tidligere Aller Julkaisut OY.) I dag fremstår Aller Holding A/S som moderselskab for en moderne mediekoncern, der med et ugentligt oplag på flere mio. eksemplarer er den førende udgiver af ugeblade i Norden. I dag er det 5. generation, der står i spidsen for virksomheden.

## Danmark
Aller Media A/S er markedsledende indenfor ugeblade med udgivelserne SE OG HØR, Familie Journal, Ude og Hjemme, BILLED-BLADET, SØNDAG og femina. Herudover udgiver selskabet en lang række magasiner: Isabellas, IN, ELLE, Mad og Bolig m.fl.
Aller Tryk A/S er specialiseret i trykning af ugeblade, magasiner, kataloger og reklametryksager, og har Aller Media i Danmark, Norge og Sverige som største kunder.

## Sverige
Aller Media AB er markedsledende i Sverige med ugebladsudgivelserne Allers, Hemmets Veckotidning, Allas Veckotidning, SE & HÖR, Svensk Damtidning, Hänt Extra m.fl. Herudover en lang række magasiner bl.a. Femina, ELLE, Café og MåBra samt internetportalen blogg.se.

## Norge
Aller Media AS har en betydelig markedsandel og udgiver bl.a. SE og HØR, Allers og KK. Herudover en række magasiner såsom Cosmopolitan, Topp, Vakra Hjem & Interiør samt internetportaler som SOL.no, lommelegen.no, FASHIONstreet.no m.fl.

## Finland
Aller Media OY har siden starten i 1992 opnået en væsentlig markedsandel med bl.a. udgivelserne 7 päivää, Katso og magasinerne ELLE, fit og Miss Mix samt internetportalen Suomi24.fi.